# Dampfbahn Furka-Bergstrecke
| |                                |                                    |                                    |
| Streckennummer (BAV): | 615                            |                                    |                                    |
| Fahrplanfeld: | 615                            |                                    |                                    |
| Streckenlänge: | 17,838 km                      |                                    |                                    |
| Spurweite: | 1000 mm (Meterspur)            |                                    |                                    |
| Maximale Neigung: | Adhäsion 35 ‰ Zahnstange 118 ‰ |                                    |                                    |
| Zahnstangensystem: | Abt                            |                                    |                                    |
| Streckengeschwindigkeit: | 20 km/h                        |                                    |                                    |
| |                                |                                    |                                    |
| \| \| -0,15 \| Depot Realp 2 \| Depot Realp 2 \| \| \| \| Schweigstrasse / MGB von Andermatt \| \| \| \| 0,00 \| Realp DFB / MGB \| 1546 m ü. M. \| \| \| \| Anschlussgleis zur MGB \| \| \| \| 0,15 \| Depot Realp 1 / MGB nach Oberwald \| Depot Realp 1 / MGB nach Oberwald \| \| \| \| Schweigstrasse \| \| \| \| 0,95 \| Beginn Zahnstange \| Beginn Zahnstange \| \| \| \| Wilerbrücke (70 m) \| \| \| \| \| Alt Senntumstafel III (80 m) \| \| \| \| \| Alt Senntumstafel II (79 m) \| \| \| \| \| Alt Senntumstafel I (36 m) \| \| \| \| \| Steffenbachbrücke (36 m) \| \| \| \| 3,55 \| Ende Zahnstange \| Ende Zahnstange \| \| \| 3,66 \| Tiefenbach DFB \| 1849 m ü. M. \| \| \| 3,90 \| Beginn Zahnstange \| Beginn Zahnstange \| \| \| \| Steinstafelviadukt (54 m) \| \| \| \| \| Sidelenbach (26 m) \| \| \| \| 6,90 \| Ende Zahnstange \| Ende Zahnstange \| \| \| 7,00 \| Furka DFB \| 2160 m ü. M. \| \| \| \| Furka-Scheiteltunnel (1874 m) \| \| \| \| \| Kantonsgrenze UR–VS \| \| \| \| \| \| \| \| \| 9,21 \| Muttbach-Belvédère \| 2120 m ü. M. \| \| \| 9,33 \| Beginn Zahnstange \| Beginn Zahnstange \| \| \| 10,12 \| Ende Zahnstange \| Ende Zahnstange \| \| \| \| Muttbach \| \| \| \| 10,19 \| Beginn Zahnstange \| Beginn Zahnstange \| \| \| 12,71 \| Ende Zahnstange \| Ende Zahnstange \| \| \| \| Blaues Haus \| \| \| \| 12,89 \| Gletsch \| 1762 m ü. M. \| \| \| \| Rotten \| \| \| \| 13,19 \| Beginn Zahnstange \| Beginn Zahnstange \| \| \| \| Gletsch-Kreiskehrtunnel (578 m) \| \| \| \| \| Rottenviadukt (25 m) \| \| \| \| \| Lammenviadukt (86 m) \| \| \| \| \| Räterisbach (22 m) \| \| \| \| \| MGB nach Realp \| \| \| \| \| Bogen \| \| \| \| 17,55 \| Ende Zahnstange \| Ende Zahnstange \| \| \| \| Anschlussgleis zur MGB \| \| \| \| 17,84 \| Oberwald MGB / DFB \| 1366 m ü. M. \| \| \| \| MGB nach Brig \| \| \| \| \| \| \| \| Quellen: [1][2][3][4] \| \| \| \| |                                |                                    |                                    |
| Betriebs-/Güterbahnhof Streckenanfang | -0,15                          | Depot Realp 2                      | Depot Realp 2                      |
| Bahnübergang · Strecke von links |                                | Schweigstrasse / MGB von Andermatt | Schweigstrasse / MGB von Andermatt |
| Bahnhof · Bahnhof | 0,00                           | Realp DFB / MGB                    | 1546 m ü. M.                       |
| |                                | Anschlussgleis zur MGB             |                                    |
| Dienststation / Betriebs- oder Güterbahnhof · Strecke nach links und Tunnelanfang | 0,15                           | Depot Realp 1 / MGB nach Oberwald  | Depot Realp 1 / MGB nach Oberwald  |
| Bahnübergang |                                | Schweigstrasse                     | Schweigstrasse                     |
| | 0,95                           | Beginn Zahnstange                  | Beginn Zahnstange                  |
| Brücke über Wasserlauf |                                | Wilerbrücke (70 m)                 | Wilerbrücke (70 m)                 |
| Tunnel |                                | Alt Senntumstafel III (80 m)       | Alt Senntumstafel III (80 m)       |
| Tunnel |                                | Alt Senntumstafel II (79 m)        | Alt Senntumstafel II (79 m)        |
| Tunnel |                                | Alt Senntumstafel I (36 m)         | Alt Senntumstafel I (36 m)         |
| Brücke über Wasserlauf |                                | Steffenbachbrücke (36 m)           | Steffenbachbrücke (36 m)           |
| | 3,55                           | Ende Zahnstange                    | Ende Zahnstange                    |
| Bahnhof | 3,66                           | Tiefenbach DFB                     | 1849 m ü. M.                       |
| | 3,90                           | Beginn Zahnstange                  | Beginn Zahnstange                  |
| Brücke über Wasserlauf |                                | Steinstafelviadukt (54 m)          | Steinstafelviadukt (54 m)          |
| Brücke über Wasserlauf |                                | Sidelenbach (26 m)                 | Sidelenbach (26 m)                 |
| | 6,90                           | Ende Zahnstange                    | Ende Zahnstange                    |
| Bahnhof | 7,00                           | Furka DFB                          | 2160 m ü. M.                       |
| Tunnelanfang |                                | Furka-Scheiteltunnel (1874 m)      | Furka-Scheiteltunnel (1874 m)      |
| Grenze (im Tunnel) |                                | Kantonsgrenze UR–VS                | Kantonsgrenze UR–VS                |
| Tunnelende |                                |                                    |                                    |
| Bahnhof | 9,21                           | Muttbach-Belvédère                 | 2120 m ü. M.                       |
| | 9,33                           | Beginn Zahnstange                  | Beginn Zahnstange                  |
| | 10,12                          | Ende Zahnstange                    | Ende Zahnstange                    |
| Bahnübergang |                                | Muttbach                           | Muttbach                           |
| | 10,19                          | Beginn Zahnstange                  | Beginn Zahnstange                  |
| | 12,71                          | Ende Zahnstange                    | Ende Zahnstange                    |
| Bahnübergang |                                | Blaues Haus                        | Blaues Haus                        |
| Bahnhof · Bahnhof rechts | 12,89                          | Gletsch                            | 1762 m ü. M.                       |
| Bahnübergang |                                | Rotten                             | Rotten                             |
| Strecke von links (im Tunnel) · Strecke von rechts (im Tunnel) | 13,19                          | Beginn Zahnstange                  | Beginn Zahnstange                  |
| Strecke nach links · Kreuzung Streckenende (im Tunnel) · Strecke nach rechts (im Tunnel) |                                | Gletsch-Kreiskehrtunnel (578 m)    | Gletsch-Kreiskehrtunnel (578 m)    |
| Brücke über Wasserlauf |                                | Rottenviadukt (25 m)               | Rottenviadukt (25 m)               |
| Brücke |                                | Lammenviadukt (86 m)               | Lammenviadukt (86 m)               |
| Brücke über Wasserlauf |                                | Räterisbach (22 m)                 | Räterisbach (22 m)                 |
| Strecke von links (im Tunnel) · Kreuzung mit Tunnelstrecke · Strecke quer (im Tunnel) |                                | MGB nach Realp                     | MGB nach Realp                     |
| Strecke (im Tunnel) · Bahnübergang |                                | Bogen                              | Bogen                              |
| Tunnelende | 17,55                          | Ende Zahnstange                    | Ende Zahnstange                    |
| |                                | Anschlussgleis zur MGB             |                                    |
| Bahnhof · Kopfbahnhof Streckenende | 17,84                          | Oberwald MGB / DFB                 | 1366 m ü. M.                       |
| Strecke |                                | MGB nach Brig                      | MGB nach Brig                      |
| |                                |                                    |                                    |
| Quellen: |                                |                                    |                                    |

Die Dampfbahn Furka-Bergstrecke (DFB) ist eine konzessionierte Gebirgsbahn in der Schweiz. Sie befährt die meterspurige Zahnradstrecke von Realp im Kanton Uri durch einen Tunnel unterhalb des Furkapasses nach Oberwald im Kanton Wallis. Betreiberin ist die nicht gewinnorientierte Aktiengesellschaft DFB-Dampfbahn-Furka-Bergstrecke AG. Das Personal der Bahn rekrutiert sich fast ausschliesslich aus ehrenamtlich tätigen Personen («Fronarbeiter» genannt) aus mehreren Ländern, die ihre Arbeitskraft über einen Förderverein für Bau, Unterhalt und Betrieb unentgeltlich zur Verfügung stellen.

## Geographie

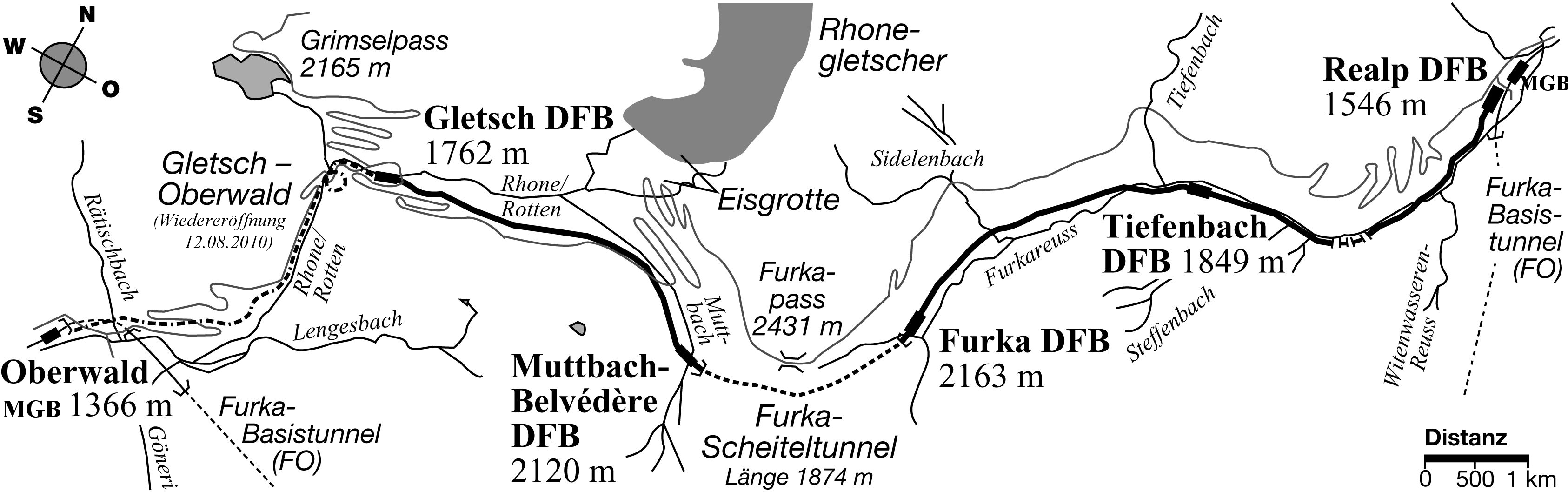
Furka-Bergstrecke Realp – Gletsch – Oberwald

Die Furka-Bergstrecke war bis 1981 ein Bestandteil der Furka-Oberalp-Bahn (FO), die von Brig über die Furka nach Andermatt und von dort über den Oberalppass nach Disentis führte.
Der Ausgangspunkt der Strecke ist heute beim DFB-Bahnhof von Realp (1538 m ü. M.) im Kanton Uri, der mit der Linie der Matterhorn-Gotthard-Bahn über ein Rangiergleis verbunden ist. Sie folgt der Reuss flussaufwärts in westlicher Richtung. Eine Zahnstangenstrecke steigt über die Station Tiefenbach (1846 m ü. M.) zum Kulminationspunkt bei der Station Furka (2160 m ü. M.). Unter der Passhöhe führt der Scheiteltunnel von 1874 m Länge ohne Zahnstange mit 35 ‰ Gefälle durch den Berg in das Rhonetal und überquert die Grenze zum Kanton Wallis. In der Nähe des Westportals des Tunnels liegt die Station Muttbach-Belvédère (2118 m ü. M.), von wo aus weitere Zahnstangenabschnitte bis Gletsch (1757 m ü. M.) und Oberwald (1366 m ü. M.) liegen. Im Bahnhof Oberwald erreicht die Bergstrecke wieder die Bahnlinie der Matterhorn-Gotthard-Bahn. Die ganze Strecke zwischen Realp und Oberwald hat eine Länge von rund 18 km. Die höchsten Steigungen betragen in den Zahnstangenabschnitten 118 ‰ (nur anschliessend an den Bahnübergang Furkastrasse, sonst 110 ‰, System Abt: 2-Lamellen wie  die Furka-Oberalp-Bahn), in den Adhäsionsabschnitten 35 ‰.

## Geschichte

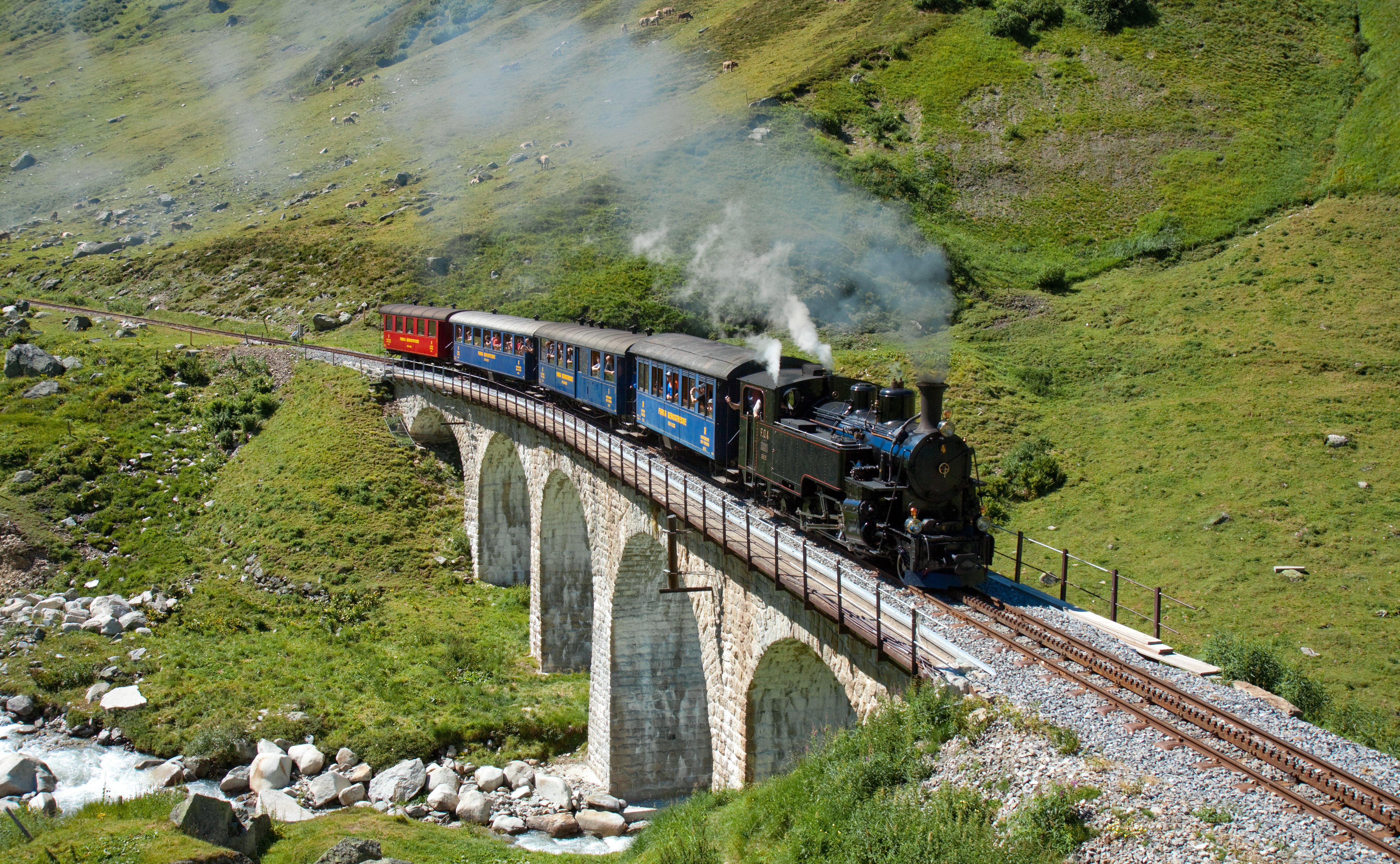
Zug der Dampfbahn Furka-Bergstrecke mit Lokomotive HG 3/4 auf dem Steinstafelviadukt

Der Bau der Zahnradstrecke über den Furkapass wurde 1911 von der Brig-Furka-Disentis-Bahn (BFD) begonnen und 1915 im Ersten Weltkrieg aufgrund von finanziellen, technischen und personellen Problemen eingestellt. Nach dem Konkurs der BFD im Jahr 1923 nahm die neu gegründete Furka-Oberalp-Bahn 1924 mit kräftiger Unterstützung der beiden benachbarten Bahngesellschaften Rhätische Bahn (RhB) und Visp-Zermatt-Bahn (VZ, später Brig-Visp-Zermatt-Bahn BVZ) die Bauarbeiten wieder auf und eröffnete die Strecke 1925. 1942 wurde die Strecke mit einer Oberleitung elektrifiziert.
Wegen der schwierigen Lawinensituation ist die Bergstrecke nicht wintersicher. So musste im Spätherbst die Fahrleitung abgebaut sowie die Steffenbachbrücke zusammengeklappt werden. Alle Tunnelportale wurden mit Toren verschlossen. Wegen der fast siebenmonatigen Winterpause und der anschliessend jeweils nötigen Aufräum- und Instandsetzungsarbeiten war der Betrieb sehr aufwendig und kostspielig. Mit dem Beginn der Bauarbeiten des Furka-Basistunnels 1973 war das Betriebsende auf der Bergstrecke absehbar. Zur Winterpause 1981 wurde der Bahnbetrieb auf der Bergstrecke eingestellt, und seit der Eröffnung des Furka-Basistunnels 1982 fahren die MGB-Züge das ganze Jahr durch den Berg. Der ursprünglich geplante, in der Schweiz gesetzlich vorgeschriebene Rückbau der Bergstrecke konnte von Eisenbahnfreunden aufgehalten werden, die 1983 den Verein Furka-Bergstrecke und 1985 die Dampfbahn Furka-Bergstrecke AG als Trägergesellschaft gründeten.
Nun folgten, beginnend in Realp, aufwendige Sanierungsarbeiten an der alten Bergstrecke, die in den letzten Betriebsjahren vernachlässigt worden war. Die Gesellschaft konnte historische Fahrzeuge von verschiedenen Schweizer Schmalspurbahnen erwerben und liess sie anschliessend restaurieren. Die Finanzierung dieser Arbeiten erfolgte hauptsächlich durch Spenden und durch den Verkauf von Liebhaber-Aktien. Die noch bestehende Fahrleitung wurde abgebaut.
1992 nahm die DFB den öffentlichen Fahrbetrieb auf dem Abschnitt Realp–Tiefenbach wieder auf, ein Jahr später folgte die Verlängerung bis zur Station Furka (vor dem Furka-Scheiteltunnel). Nach der Sanierung des Tunnels, der aufgrund des Bergdrucks nicht mehr das nötige Profil einhielt, und des Bahnhofs in Gletsch sowie dem Umbau eines Strassenübergangs bei Muttbach war seit 2000 der Betrieb auf der Strecke von Realp bis Gletsch wieder möglich. Der Übergang über die Furkapassstrasse durfte im Unterschied zu früher keine Zahnstange mehr aufweisen, weshalb die Streckenführung leicht verlegt und auf einem kurzen Abschnitt mit einer höheren Neigung versehen werden musste. Am 12. August 2010 nahm die DFB den Betrieb auch auf dem letzten Streckenabschnitt zwischen Gletsch und dem Bahnhof Oberwald wieder auf. Neben verschiedenen Unterhaltsarbeiten standen in weiterer Folge die Erweiterung des Depots in Realp und der Ausbau der sicherheitstechnischen Anlagen an.
2012 verkehrte erstmals wieder ein durchgehender Zug unter dem Namen Swiss Alps Classic Express von St. Moritz nach Zermatt. In Mitteleinstiegswagen, deren Fenster man öffnen kann, dauerte die Reise auf der klassischen Route etwa zwölf Stunden, der Zug fuhr wie einst der Glacier Express ohne Umsteigen über Albula, Oberalp und Furka. Seither verkehrt der exklusive Sonderzug mindestens einmal jährlich im Sommer über die berühmte Route zwischen St. Moritz und Zermatt.
Im August 2014 kam es anlässlich der Feierlichkeiten zum 100-jährigen Bestehen der Bahnverbindung zwischen Brig, Oberwald und Gletsch zu einem Dampflokomotiventreffen aller vier noch betriebsfähigen FO-Dampfloks des Typs HG 3/4 an der Bergstrecke. Dafür wurde die Lok Nr. 3, die heute der Museumsbahn Blonay–Chamby gehört, auf der Strasse nach Ulrichen gebracht und später wieder zurückgeführt.
Im August 2022 wurde in ähnlicher Weise das 30-jährige Jubiläum der ersten Fahrt nach Tiefenbach gefeiert. Dabei wurden Sonderfahrten und Werkstattführungen angeboten.
Die Bahngesellschaft ist im Besitz einer eidgenössischen Konzession und steht damit unter Aufsicht des Bundesamts für Verkehr (BAV). Betrieb und Unterhalt von Strecke und Fahrzeugen wie auch die begleitende Öffentlichkeitsarbeit und Verwaltungstätigkeit werden praktisch ausschliesslich von Freiwilligen ausgeführt, die sich über den Förderverein (VFB) unentgeltlich in ihrer Freizeit zur Verfügung stellen. Dabei ist der Verein europaweit tätig und in 23 Sektionen (davon 12 in der Schweiz, 9 in Deutschland sowie eine in  den Niederlanden) mit über 7500 Mitgliedern organisiert.
Das Aktien- und Partizipationsscheinkapital der DFB betrug um 2014 14'596'850 bzw. 50'000 CHF.

## Fahrgastzahlen
Nach dem Geschäftsbericht 2009, veröffentlicht 2010, wurden im Jahr 2007 insgesamt 27'529, im Jahr 2008 25'630 und im Jahr 2009 25'196 Fahrgäste befördert. Im Jahr der Wiedereröffnung des Abschnitts Gletsch–Oberwald 2010 erhöhte sich die Zahl der beförderten Personen laut Angaben der Geschäftsleitung auf 31'395 Personen. Dieses Niveau wurde mit 31'032 Fahrgästen 2011 beibehalten und 2012 sowie in den Folgejahren nicht mehr ganz erreicht: 2012 wurden 27'880, 2013 28'981, 2014 30'897 und 2015 26'964 Fahrgäste befördert. Im Jahr 2021 beförderte die Bahn 22'721 Fahrgäste.

## Fahrzeugpark

### Triebfahrzeuge

#### Dampflokomotiven

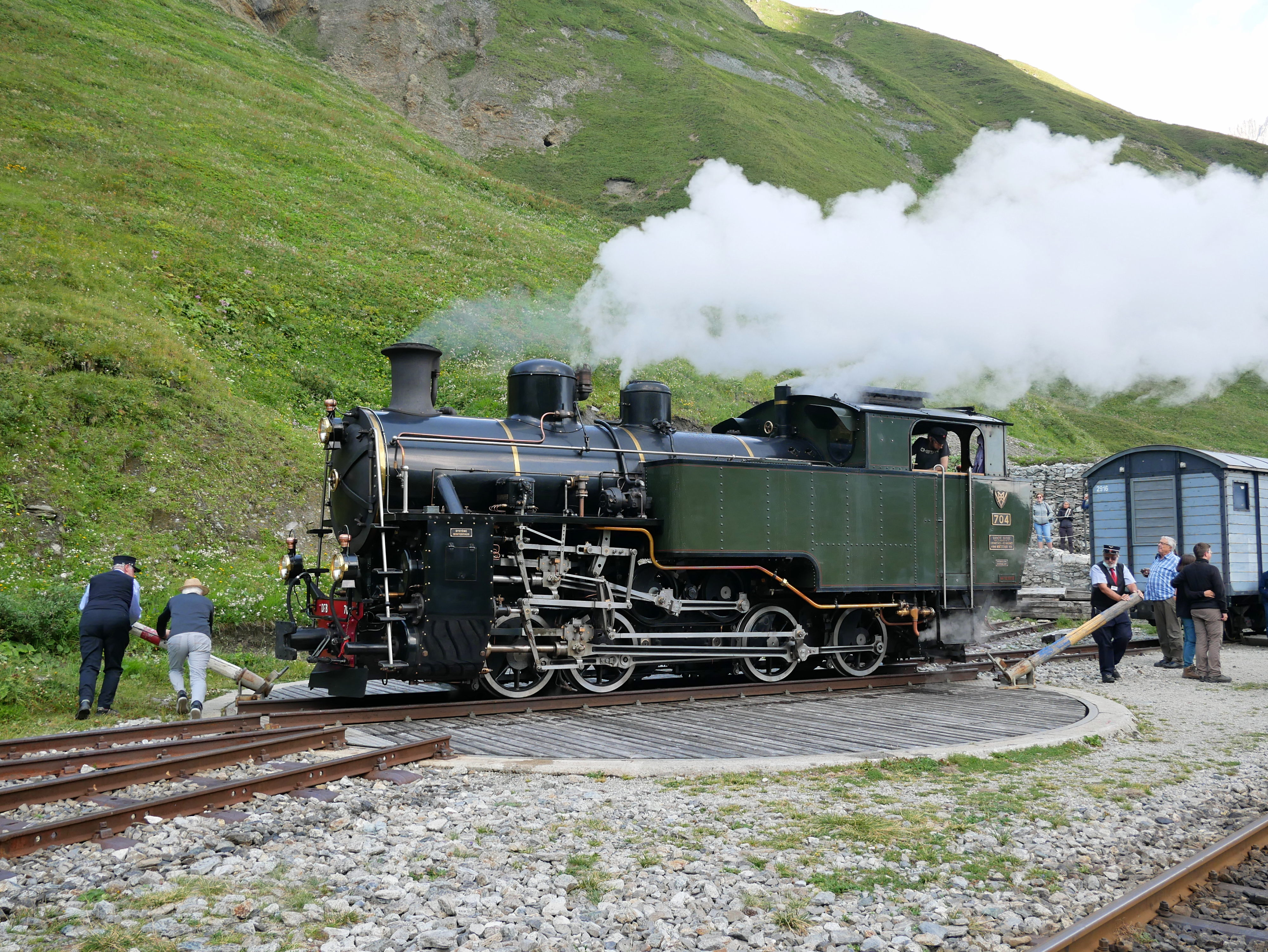
DFB 704 auf der Drehscheibe im Bahnhof Furka (2021)

- HG 2/3 6 Weisshorn (1902) SLM 1410 – ehemals Visp-Zermatt-Bahn (VZ), Schenkung
- HG 2/3 7 Breithorn (1906) SLM 1725 – ehemals Visp-Zermatt-Bahn (VZ), Leihgabe, 2018 übernommen im Tausch gegen die HGe 4/4 16
- HG 3/4 1 Furkahorn (1913) SLM 2315 – ehemals Brig-Furka-Disentis-Bahn (BFD), in Vietnam gekauft
- HG 3/4 4 (1913) SLM 2318 – ehemals Brig-Furka-Disentis-Bahn (BFD), Schenkung
- HG 3/4 9 Gletschhorn (1914) SLM 2419 – ehemals Brig-Furka-Disentis-Bahn (BFD), in Vietnam gekauft
- HG 4/4 704 (1923) SLM 2940 – in Vietnam gekauft[17]
- HG 4/4 708 (1930) SLM 3413 – in Vietnam gekauft

Als erste Dampflok konnte die HG 2/3 Nr. 6 «Weisshorn» ihren Betrieb aufnehmen. Sie war 1902 für die Visp-Zermatt-Bahn gebaut worden. Ab 1941 wurde sie in den Emser Werken bei Chur als Werkslokomotive eingesetzt. 1965 wurde sie ausgemustert und auf einem Denkmalsockel vor einem Schulhaus in Chur aufgestellt. 1988 wurde sie der DFB von der Churer Schuljugend als Geschenk überlassen, mit der Auflage, die Lok wieder in Betrieb zu nehmen. Nach aufwendigen Instandsetzungsarbeiten konnte sie 1990 wieder in Betrieb genommen werden. Anfänglich vorwiegend im Baudienst eingesetzt, wird sie heute bei Bedarf auch wieder Reisezügen vorgespannt.
Seit 2010 kommt auch die HG 2/3 Nr. 7 Breithorn zum Einsatz, sie wurde der DFB von der MGB zunächst als Leihgabe überlassen. Diese Lokomotive ist auf Leichtölfeuerung umgebaut. Wegen technischer Probleme mit dem Brenner und einer zu geringen Leistung für die anspruchsvolle Bergstrecke war sie bis Sommer 2018 in der MGB-Remise in Göschenen abgestellt. Nach dem Verkauf der Remise übernahm die DFB die Lok zu Eigentum im Tausch gegen die Elektrolok HGe 4/4 16, die an MGB Historic zurückgegeben wurde.
Für grosses Aufsehen sorgte 1990 die Rückführung von Maschinen aus Fernost. Vier von ursprünglich zehn 1912/13 in Winterthur gebauten Dampflokomotiven HG 3/4 waren von der Furka-Oberalp-Bahn nach der vollständigen Elektrifizierung im Jahre 1947 nach Vietnam verkauft worden, wo sie seit den 1970er-Jahren in einem Lokschuppen und entlang der Strecke Tháp Chàm–Đà Lạt abgestellt waren und allmählich zerfielen. 1990 konnte die DFB zwei komplette Lokomotiven sowie brauchbare Teile der beiden anderen wieder zurück in die Schweiz bringen. Zwei in den 1920er-Jahren von der Schweizerischen Lokomotiv- und Maschinenfabrik (SLM) direkt nach Vietnam gelieferte HG-4/4-Dampfloks wurden ebenfalls erworben und zurücktransportiert.
Nach der Aufarbeitung im Dampflokwerk Meiningen stehen zwei HG 3/4 seit 1993 wieder im Dienst. Sie erhielten die Betriebsnummern HG 3/4 Nr. 1 «Furkahorn» und Nr. 2 «Gletschhorn», wobei letztere 1999 wieder ihre ursprüngliche Nr. 9 zurückerhielt. Die leihweise von der Matterhorn-Gotthard-Bahn zur Verfügung gestellte Originallok HG 3/4 Nr. 4 wurde im Juni 2006 fertig renoviert und kam am 18. Juli 2006 zum ersten Mal auf der Bergstrecke zum Einsatz. Zur Feier der vollständigen Wiederinbetriebnahme der Strecke wurde sie am 12. August 2010 der DFB geschenkt.
Die beiden Lokomotiven des Typs HG 4/4 wurden in der DFB-eigenen Werkstatt in Uzwil grundlegend aufgearbeitet und erhielten dabei unter anderem neue Feuerbüchsen und neue Rahmen. Die Lokomotive Nr. 704 wurde am 16./17. Juni 2018 in Uzwil der Öffentlichkeit vorgestellt und nach einer kurzen Ausstellung im Verkehrshaus Luzern wenig später nach Realp gebracht. Im August 2018 fanden die ersten Fahrversuche mit einer provisorischen Betriebsbewilligung und erste Passagierfahrten im Juni 2019 statt. Seit 2019 ist die Nr. 704 im Planbetrieb, die Nr. 708 wurde nach Fertigstellung der meisten Arbeiten Ende September 2023 nach Realp gebracht und nahm im Laufe des Jahres 2024 Schritt für Schritt den Betrieb auf.
Als Rücktransport zur DFB 708 wurde die Dampflokomotive HG 3/4 1 Ende September 2023 in die Werkstätte Uzwil transportiert, um dort eine umfassende Revision zu erhalten.
Am 17. Juli 2025 befuhr sie erstmals die Furka-Bergstrecke.

#### Triebfahrzeuge mit Verbrennungsmotor (Diesel, Benzin)
Die Triebfahrzeuge mit Verbrennungsmotor werden von der Gruppe «Dieselcrew» betreut. Folgende Triebfahrzeuge (Bahndienstfahrzeuge und Schienentraktoren) sind auf der Furka-Bergstrecke in Betrieb:
- HGm 2/2 51 (1987) DFB
- Gm 3/3 231–233 (1975–1976) Moyse, ehemals RhB
- Tmh 2/2 985 (1963) RACO, ehemals SBB (Brünig)
- Tm 2/2 506 (1953) Asper, ehemals CJ
- Tm 2/2 91 (1959) RACO, ehemals RhB
- Tm 2/2 2922 (1959) RACO, ehemals BVZ
- Tm 2/2 68 mit Stand 2022 ausser Betrieb,[22] ex RhB Tm 2/2 68, ex CMN Tm 2/2 1 (1948) RACO/Saurer/Scintilla[23]
- Xmh 1/2 4961 (1945) Asper, ehemals FO
- Xmh 1/2 4963 (1982) Steck, ehemals FO

Auch die Gm 4/4 71 (1966) Jung, ehemals FO, gehörte zum Bestand. Sie wurde jedoch nach der Übernahme der drei Gm 3/3 der RhB im Jahr 2021 ausser Dienst gestellt. Der Zustand der Maschine hätte eine grosse Revision erfordert. Am 12. Oktober 2021 wurde die Lok in Realp auf einen Strassentransporter verladen und zum Musée des tramways à vapeur et des chemins de fer secondaires français in Butry-sur-Oise in Frankreich verbracht.
Darüber hinaus laufen Untersuchungen, den aus dem Jahr 1927 stammenden Benzintriebwagen CFmh Nr. 21 (ex FO, ex Verkehrshaus) zu einem Dieseltriebfahrzeug umzubauen.

#### Elektrische Lokomotiven und Triebwagen
- BDeh 2/4 41[24] (1941) SLM / BBC – ehemals Schöllenenbahn (SchB)

Im Rahmen des «Betriebskonzepts 2020» war ein Einsatz des BDeh 2/4 mit einem Generatorwagen vorgesehen, insbesondere auf dem Streckenabschnitt Oberwald–Gletsch bei Waldbrandgefahr, wenn nicht mit Dampfloks gefahren werden darf. Darüber hinaus wären die Fahrzeuge ohne Generatorwagen unter normaler Fahrleitung auch auf den Netzen der Matterhorn-Gotthard-Bahn und der Rhätischen Bahn einsetzbar gewesen. 2020 verliess er die Gleise der Furka Bergstrecke und stand dann in Hospental abgestellt, er gehört nun MGB Historic.
Die aus dem Jahr 1936 stammende HGe 4/4 I 16 SLM / BBC (ehemals Brig-Visp-Zermatt Bahn (BVZ)) wurde 2018 an MGB Historic abgegeben, im Tausch gegen die HG 2/3 7.

### Wagen

#### Personenwagen

##### Zweiachser
- WR 2027 (1910) – ursprünglich BB C 113
- B2 2204 (1914) SIG – ursprünglich BFD C2 204
- B2 2206 (1914) SIG – ursprünglich BFD C2 206
- B2 2210 (1914) SIG – ursprünglich BFD C2 210
- BD2 2502 (1914) SIG – ursprünglich BFD C2 202, von Dampffreunde Brig übernommen
- BD2 2503 (1914) SIG – ursprünglich BFD C2 203
- C 2353

##### Vierachser mit Holzkasten
- B 4222 (1890) SIG 6659 – ursprünglich VZ C4 42
- B 4229 (1931) – ursprünglich VZ AB4 103
- B 4231 (1914) – ursprünglich BFD BC4 152
- B 4233 (1890) – ursprünglich VZ C4 33
- AB 4421 (1906) – ursprünglich VZ B4 17
- AB 4453
- AB 4462 (1914) – ursprünglich BFD AB4 53
- ABD 4554
- ABD 4558

##### Vierachser mit Stahlkasten
- A 4161 (1961) – ursprünglich BVZ A 2061 (in Oberwald abgestellt als Wartehalle)
- A 4162 (1961) – ursprünglich BVZ A 2062
- A 4163 (1961) – ursprünglich BVZ A 2063
- A 4167 (1961) – ursprünglich BVZ A 2067
- B 4267 (1963) – ursprünglich BVZ B 2267
- B 4269 (1963) – ursprünglich BVZ B 2269
- B 4272 (1963) – ursprünglich BVZ B 2272
- D 4542 (1965) – ursprünglich BVZ D 2342

### Schneeschleudern
- Xrotd R 12 (1913) SLM 2399 – ursprünglich RhB, getauscht mit der Xrotd 14 der BC
- Xrotm 9216 (1958) RACO/Beilhack, ursprünglich RhB

## Zahnstangenabschnitte
| Abschnitt                                      | Streckenkilometer | Streckenkilometer | Länge   | Neigung   |
| Abschnitt                                      | von               | bis               | Länge   | Neigung   |
| ---------------------------------------------- | ----------------- | ----------------- | ------- | --------- |
| Bahnhof Realp – Tiefenbach                     | 01,0              | 3,5               | 2,5 km  | 106–110 ‰ |
| Tiefenbach – Furka                             | 04,0              | 6,9               | 2,9 km  | 100–110 ‰ |
| Muttbach-Belvédère – Bahnübergang Furkastrasse | 09,4              | 10,1              | 0,7 km  | 101–118 ‰ |
| Bahnübergang Furkastrasse – Gletsch            | 10,3              | 12,6              | 2,3 km  | 118–110 ‰ |
| Gletsch – Bahnhof Oberwald                     | 13,3              | 17,6              | 4,3 km  | 030–110 ‰ |
| Total Zahnstangenabschnitte                    |                   |                   | 12,7 km |           |

## Bilder

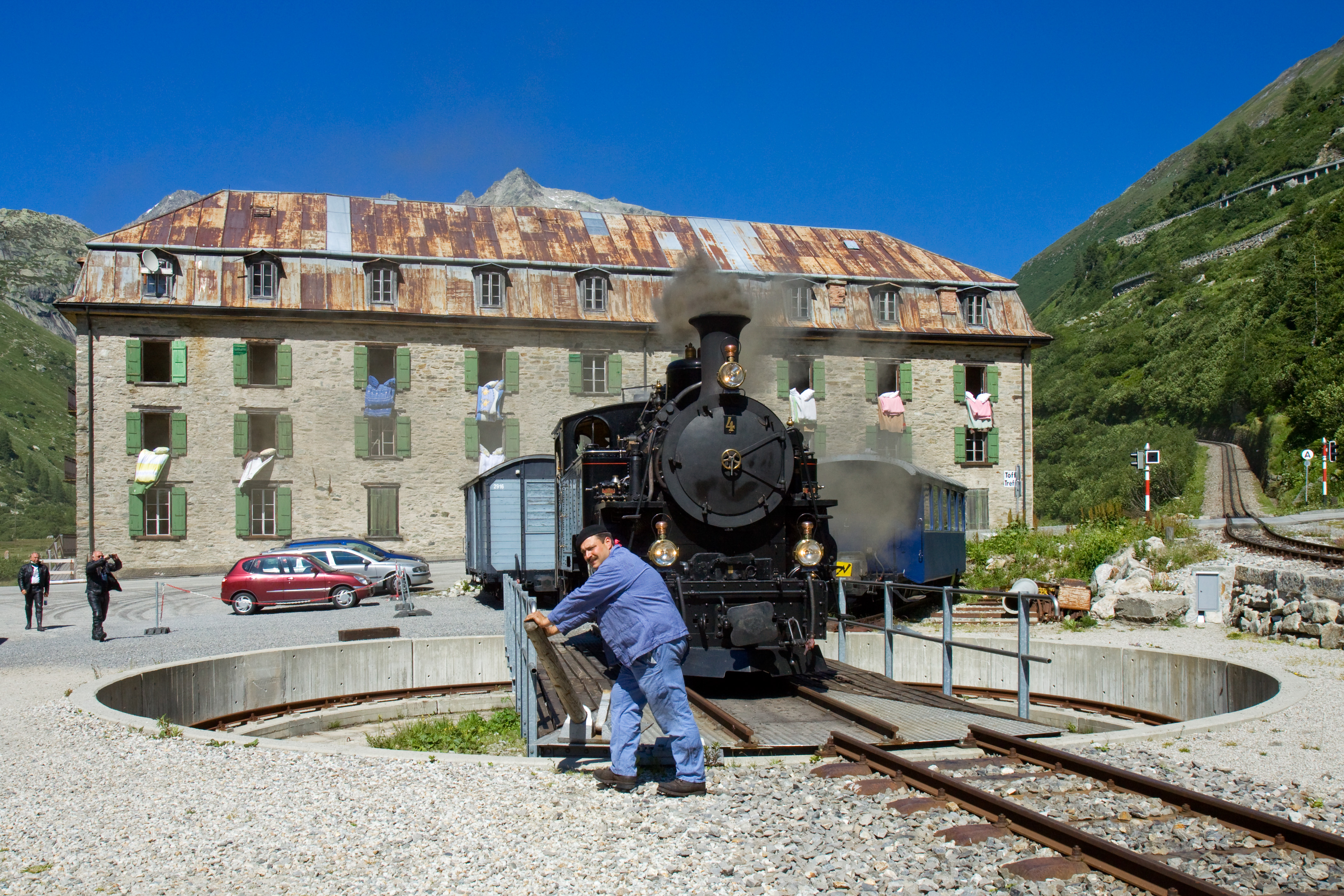
Lok 4 auf der Drehscheibe in Gletsch
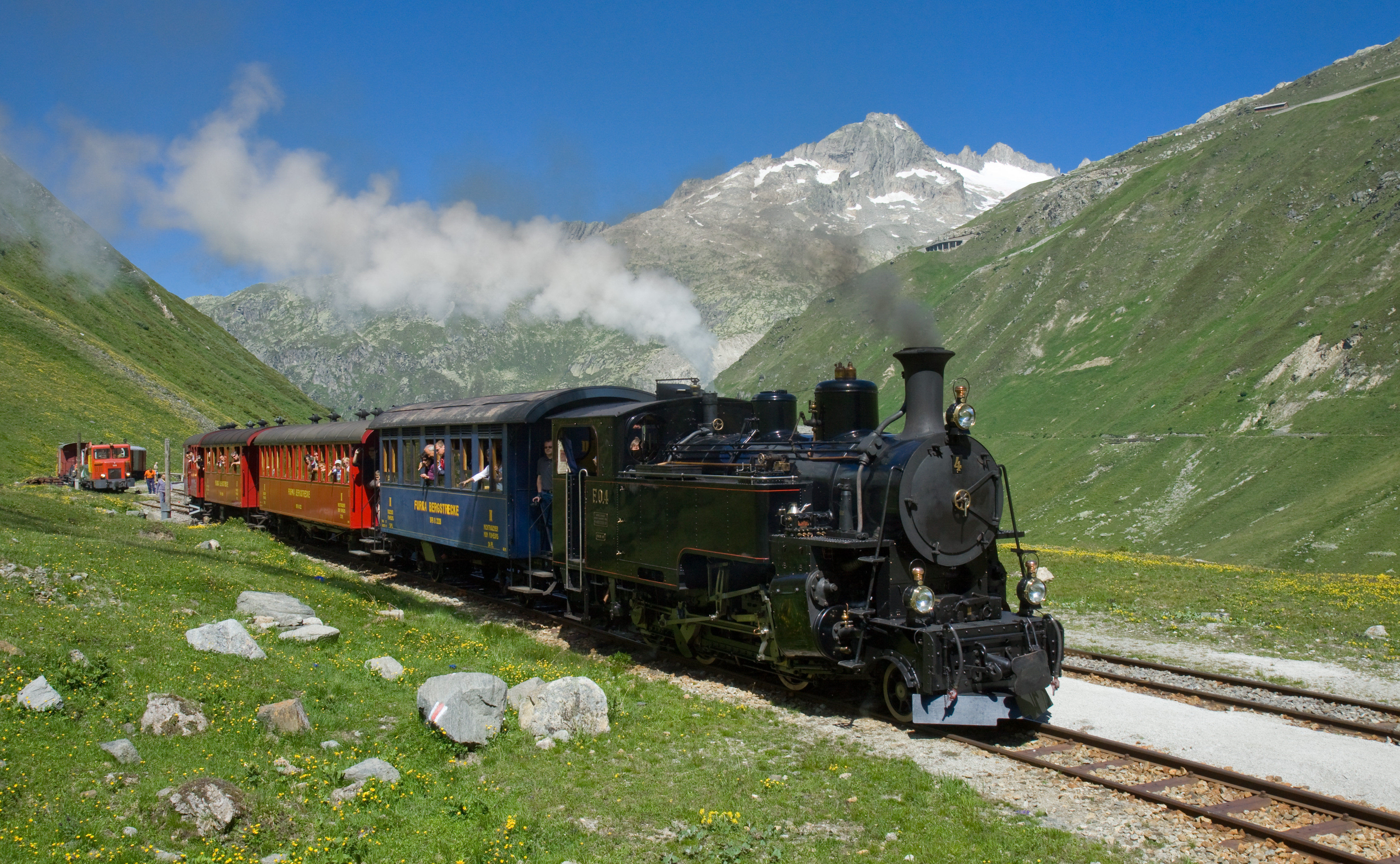
Lok 4 in Muttbach-Belvedere
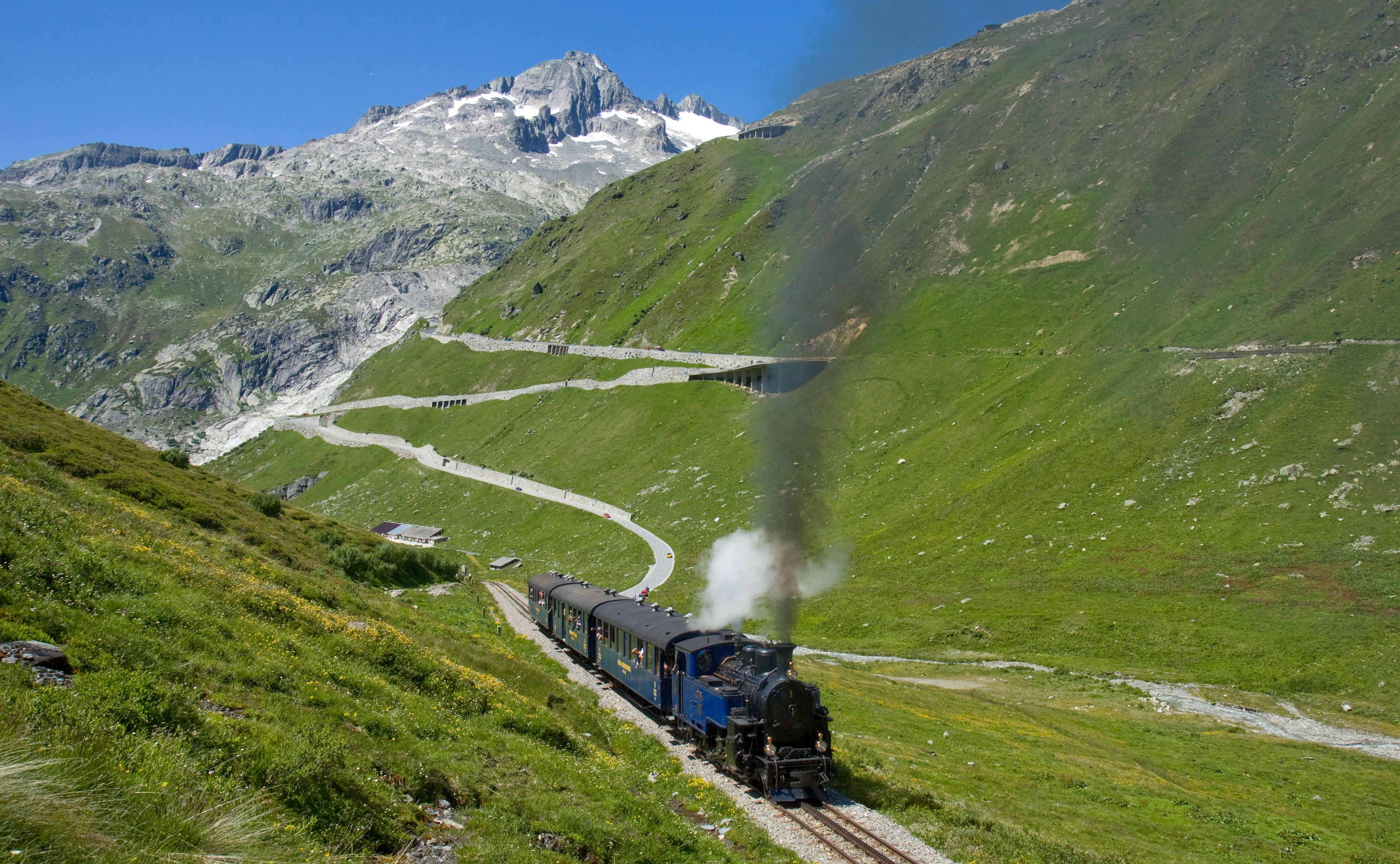
Lok 1 im Zahnstangenabschnitt Gletsch–Muttbach-Belvedere
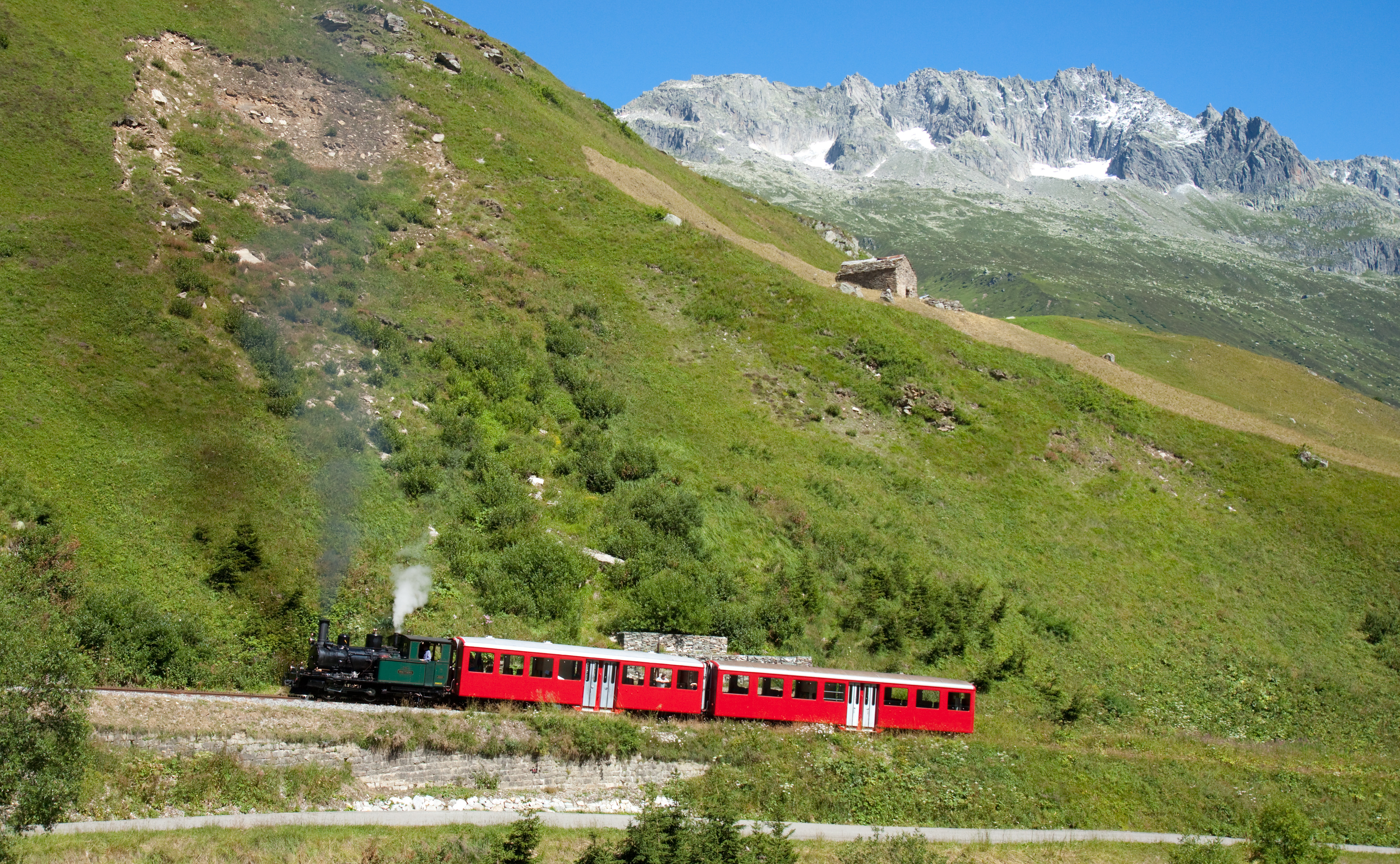
Lok 7 «Breithorn» mit zwei ex BVZ Mitteleinstiegswagen
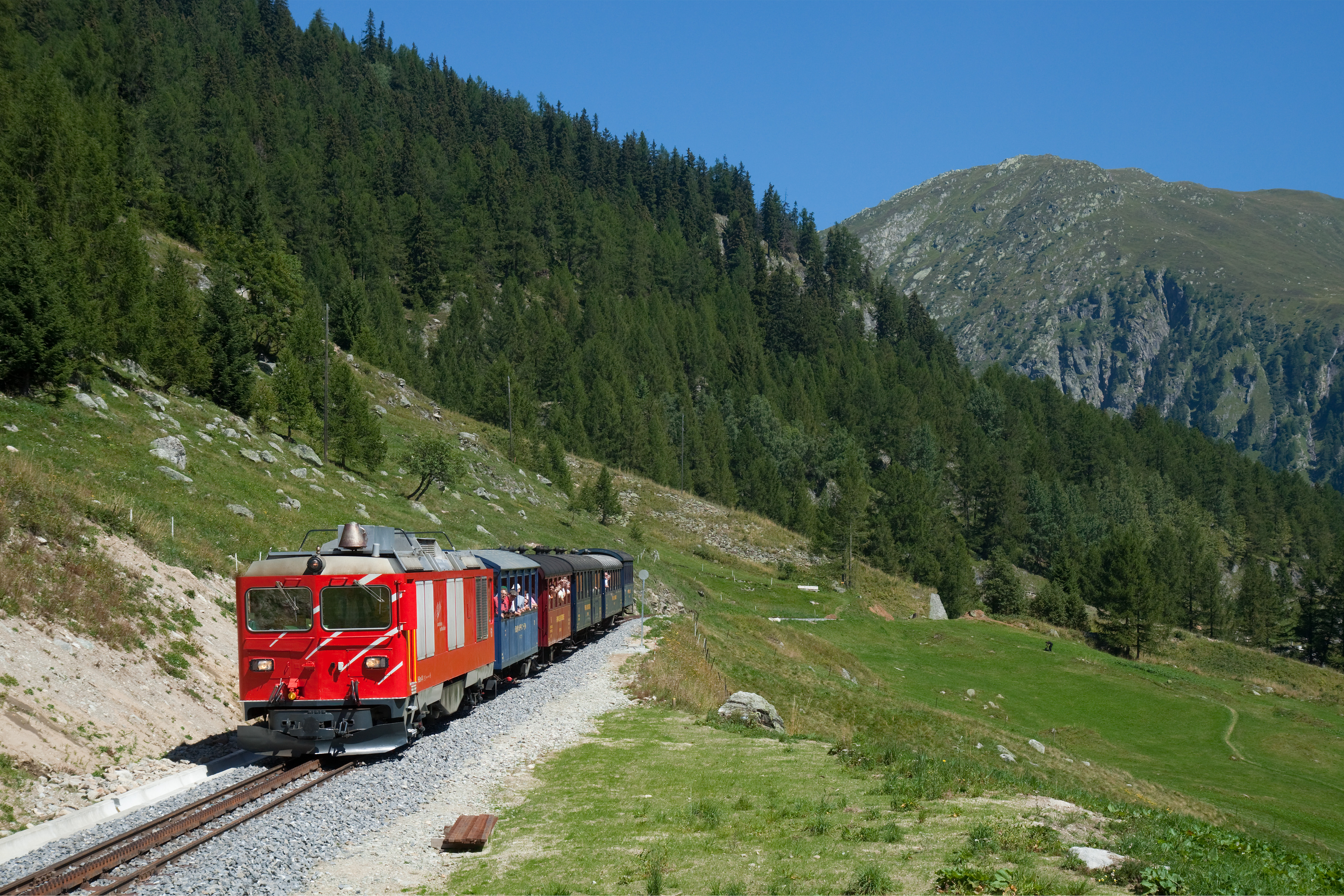
Gelegentlich kommt eine HGm 4/4 der MGB zum Einsatz, hier kurz vor Oberwald mit 75 t am Haken
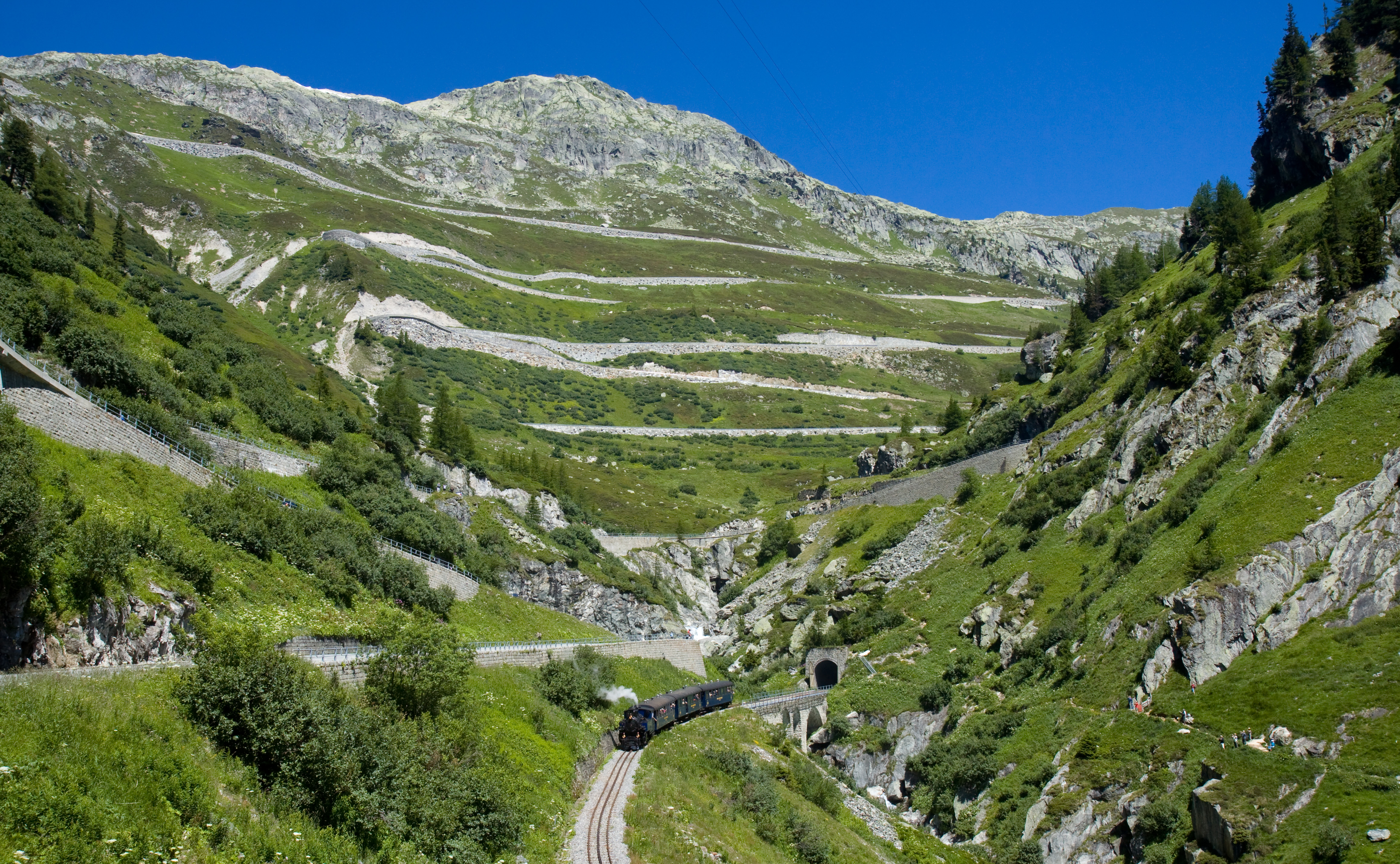
Unteres Portal des Kehrtunnels und Grimselpassstrasse, zwischen Gletsch und Oberwald
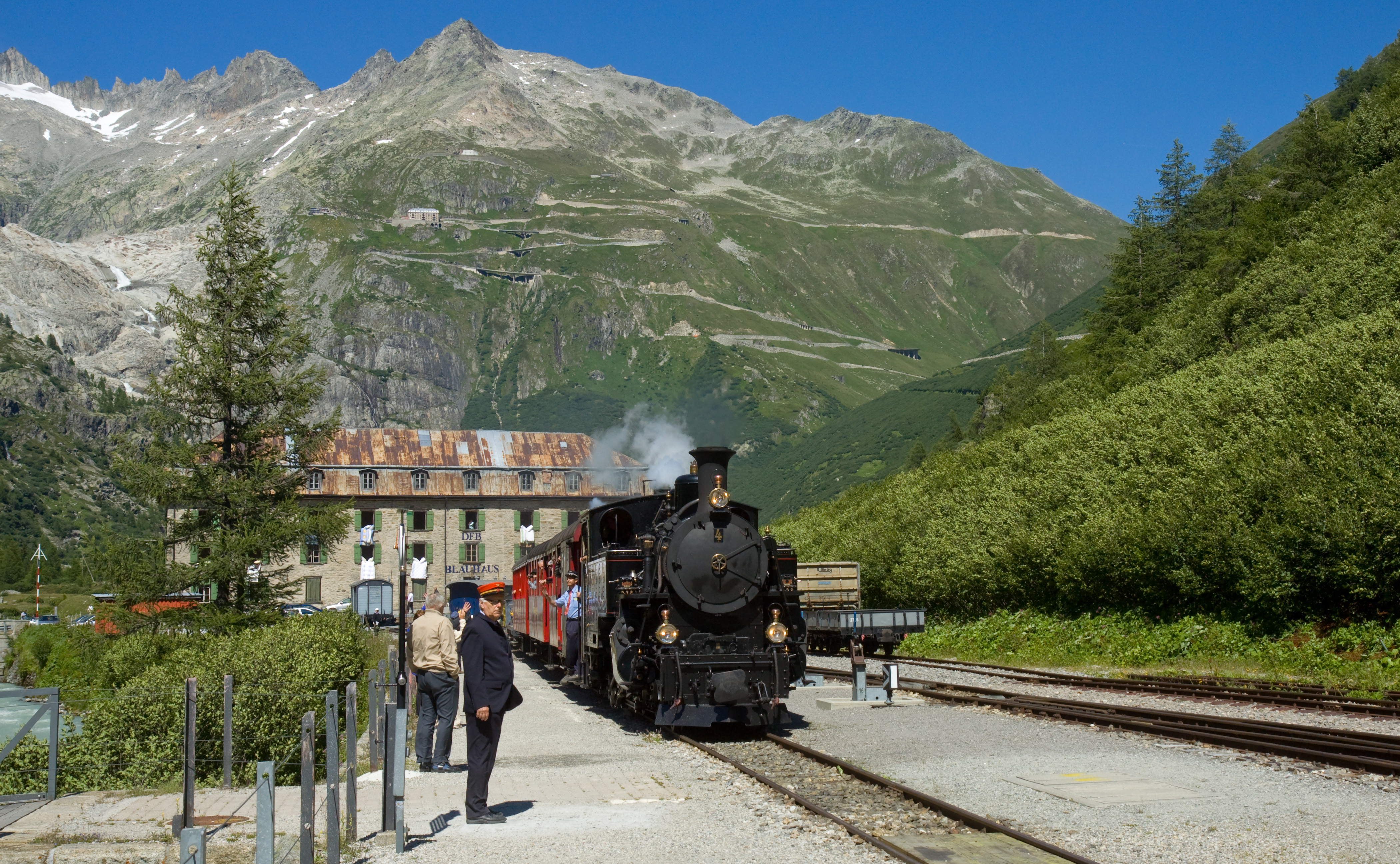
Ankunft in Gletsch
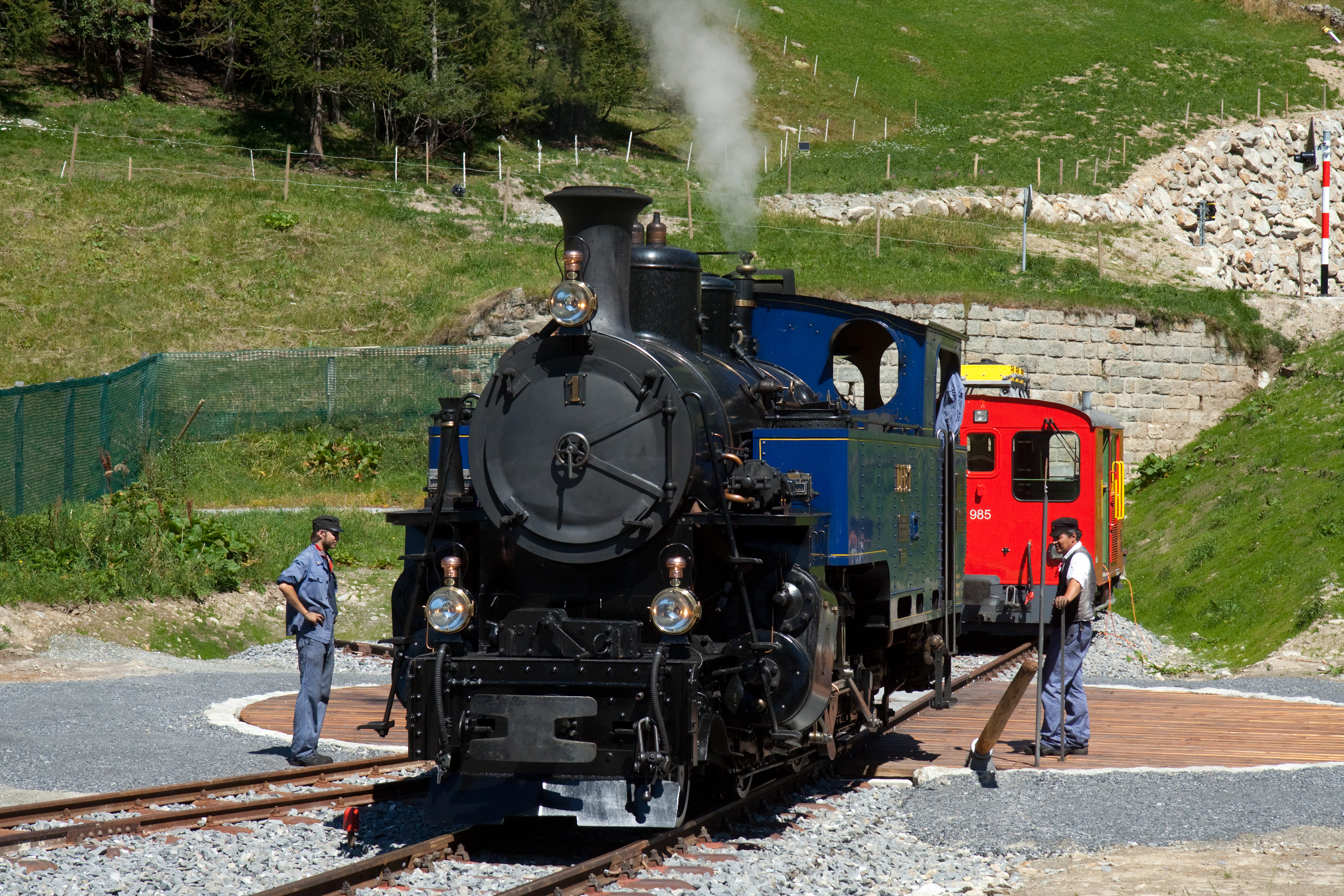
Lok 1 wird in Oberwald auf die Drehscheibe rangiert

## Film
- Glacier Express – Von St. Moritz zum Matterhorn. Filmdokumentation aus der SWR-Reihe Eisenbahn-Romantik, Folgen 951–953 (2019, hier Nr. 952. 30 min, u. a. Vergleich Basistunnel-Streckenführung – Bergbahn)